# Burwood, New South Wales
Burwood este o suburbie în Sydney, Australia.